# 47 Ronin (2013)
47 Ronin is een Amerikaanse actie-avonturenfilm uit 2013, geregisseerd door Carl Rinsch en met Keanu Reeves in de hoofdrol. De film is het regiedebuut van Rinsch.

## Verhaal
Het verhaal speelt zich af in de vroege achttiende eeuw in Japan, waarin verbannen samoerai wraak nemen op hun grootste vijand Lord Kira.
Het karakter Kai is voor de film gecreëerd. Dit personage is half Japans en half Engels.

## Rolverdeling
| Acteur                | Personage         |
| --------------------- | ----------------- |
| Keanu Reeves          | Kai               |
| Hiroyuki Sanada       | Oishi             |
| Ko Shibasaki          | Mika              |
| Tadanobu Asano        | Lord Kira         |
| Min Tanaka            | Lord Asano        |
| Jin Akanishi          | Chikara           |
| Masayoshi Haneda      | Yasuno            |
| Hiroshi Sogabe        | Hazame            |
| Yorick van Wageningen | Kapitan           |
| Cary-Hiroyuki Tagawa  | Shōgun Tsunayoshi |